# Star Wars Arcade
Star Wars Arcade est un jeu vidéo d'action sorti en 1993 sur borne d'arcade, puis porté sur 32X en 1994. Le jeu a été développé par Sega AM3 et LucasArts, et édité par Sega. Il est basé sur la trilogie originale de la saga Star Wars.

## Système de jeu
Le jeu propose un gameplay similaire à celui du jeu Star Wars de 1983 : avec ou sans autres joueurs, vous pilotez un X-wing ou un Y-wing à la première ou troisième personne, et luttez contre les forces impériales.
Le jeu a trois niveaux : le premier où il faut intercepter des chasseurs TIE dans un champ d'astéroïdes, le deuxième où l'on doit détruire un Super Destroyer Stellaire, et le 3e où il faut engager l'assaut sur l'Étoile de la mort. La borne d'arcade permet à deux personnes de jouer, le premier joueur en tant que pilote et le second joueur comme artilleur.

## Développement
La borne Star Wars Arcade est présentée lors de l'ECTS de Londres en septembre 1994, et si elle met en exergue l'obsolescence rapide du Model 1 de Sega, elle reste un succès auprès du public durant le salon.
Sega présente la 32X au même salon, avec des préversions des jeux Vitua Racing Deluxe, Doom, Metal Head et Star Wars Arcade. Les journalistes de Consoles + présents testent les jeux qu'ils décrivent comme bugués et ayant plantés lors des démonstrations, et voient aussi la borne d’arcade Star Wars Arcade sortie un an plus tôt, dont ils qualifient le succès de « plutôt douteux ».

## Postérité
Sega a ensuite sorti la suite du jeu avec Star Wars Trilogy: Arcade en 1998.
En 2010, un remake du jeu sort sur IPhone, comportant notamment un mode de réalité augmentée. Le jeu sera retiré en 2011 pour des problèmes de droits entre THQ et LucasArts.
En 2013, un développeur amateur recrée une version du jeu pour l'OS mobile Android. Malgré sa communauté de 160 000 joueurs et son caractère bénévole (le jeu étant gratuit et ne comportant aucune publicité), le développement est arrêté sous la pression de Disney, et le jeu est retiré du Play Store aux États-Unis.